# Rüdiger von der Weth
Rüdiger von der Weth (* 1960 in Coburg) ist ein deutscher Psychologe und Professor an der Hochschule für Technik und Wirtschaft Dresden.

## Leben und Werk
Rüdiger von der Weth studierte an der TU Berlin Psychologie. Der Studienschwerpunkt lag in der Arbeitspsychologie, insbesondere auf dem Gebiet der Wirkung der Computertechnik in Arbeit und Freizeit. 1985 schloss er sein Studium mit der Diplomarbeit Motive und psychische Effekte des Umgangs mit Heimcomputern erfolgreich ab. Er promovierte an der Otto-Friedrich-Universität Bamberg bei Dietrich Dörner. Seine Dissertationsschrift von 1989 mit dem Titel Zielbildung bei der Organisation des Handels erschien 1990. An der Technischen Universität Dresden habilitierte er sich mit seiner Schrift zum Thema Komplexität und Arbeit – Wie Konstrukteure und Manager komplexe Probleme bewältigen und wie man sie dabei unterstützen kann, an der Fakultät Mathematik und Naturwissenschaften, Fachrichtung Psychologie.
In den Jahren 2000 bis 2003 war er an der Hochschule für Technik Stuttgart als Professor im Fachgebiet Betriebspsychologie – Human Resources Management tätig. Im Jahr 2003 wurde er an der Hochschule für Technik und Wirtschaft in Dresden zum Professor im Bereich Betriebswirtschaft, Personalwirtschaft und Arbeitswissenschaften berufen und hat zurzeit die Funktion des Forschungsbeauftragten an der Fakultät Wirtschaftswissenschaften inne.

## Forschungsgruppe – Human Factors and Resources
Im Rahmen seiner Forschungsarbeit gründete er im Jahr 2017, zusammen mit Anne-Kathrin Haubold, die Forschungsgruppe Human Factors and Resources an der HTW Dresden. Die Forschungsschwerpunkte sind angewandte Forschung über die sich ändernde Rolle des Menschen im Arbeitsleben. Im Fokus des Interesses stehen der demographische Wandel und die Gestaltung technisch-organisatorischer Innovationen im Rahmen der Digitalisierung. Die Forschungsprojekte zum demographischen Wandel befassen sich mit der Frage, wie gesundes Altern im Beruf sowie die Vereinbarkeit von Beruf und privaten Pflegeaufgaben durch das Personalmanagement gefördert werden kann. Bei der Erforschung aktueller Veränderungen steht der Fokus auf der Gestaltung von Innovationsnetzwerken, auf der Kooperation in internationalen Projekten und auf langfristigen Organisationsentwicklungsprozessen im Rahmen der Energiewende. Er und seine Mitarbeiter befassen sich in diesen Zusammenhängen mit Personalentwicklung, der Entwicklung von Qualifikationsprogrammen, sowie Methoden und Technik, die helfen komplexe Projekte und Organisationsentwicklung zu steuern. Dafür entwickelt die Forschungsgruppe theoretische Grundlagen, Methoden und Werkzeuge.

## Schriften (Auswahl)
- 1987: Handlungstheorien: Skript zum Seminar[7]
- 1990: Zielbildung bei der Organisation des Handelns[8]
- 1990: Denkprozesse beim Konstruieren: erster Zwischenbericht der Arbeitsgruppe[9]
- 2001: Management der Komplexität: Ressourcenorientiertes Handeln in der Praxis[10]
- 2001: Ja, mach nur einen Plan: Pannen und Fehlschläge – Ursachen, Beispiele, Lösungen[11]
- 2014: A Multidisciplinary Model of Problem Solving in Complex Production Systems[12]
- 2016: Ethik im Mittelstand[13]